# 地面効果翼機

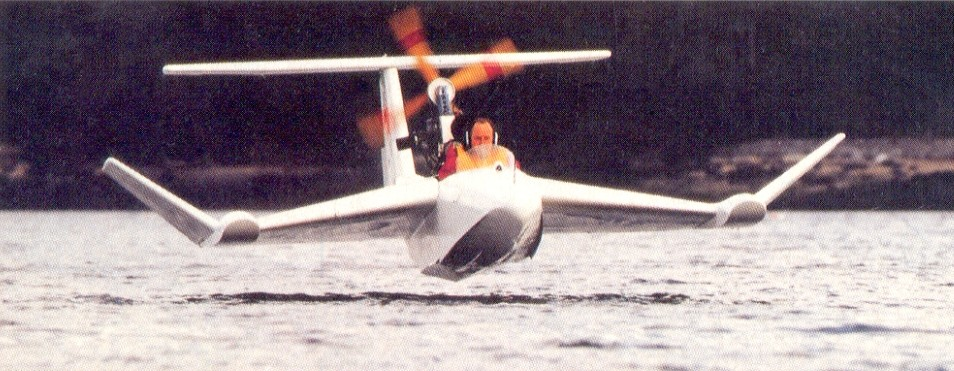
航行中の小型WIG

地面効果翼機（じめんこうかよくき、英: Wing In Ground-effect vehicle, WIG）とは、地面効果を利用して地表ないし水面から数十センチ～数メートルほどの高度で航行する航空機もしくは船舶の一種である。外見は主翼の短い航空機に近く、その翼によって揚力を得て浮上する。ゆえに航空機に準じる速度で航行することができ、一方で地面効果によって大きな揚力を発揮し、通常の航空機では不可能なほどの大重量を搭載できる。それほど普及してはいないものの第二次世界大戦頃から現在まで研究・開発が行われており、民間用・軍用として少なくない数の機体が製造されている。実用例として有名なものにロシアで開発されたエクラノプランがある。
表面効果船 (Surface-Effect-Ship, SES) とは全くの別物である。

## 歴史

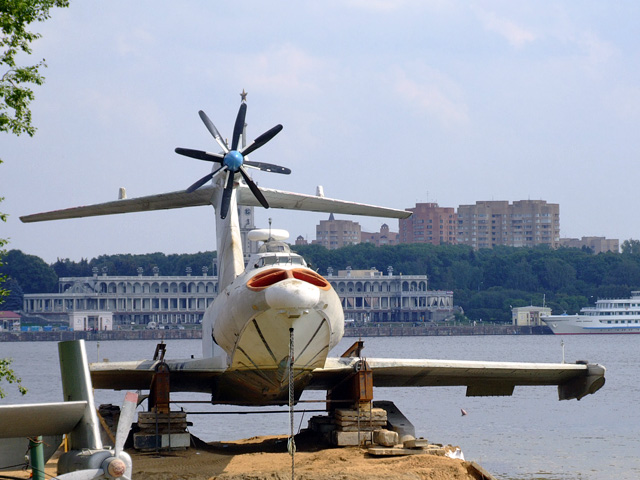
A-90 オルリョーノク（エクラノプラン）

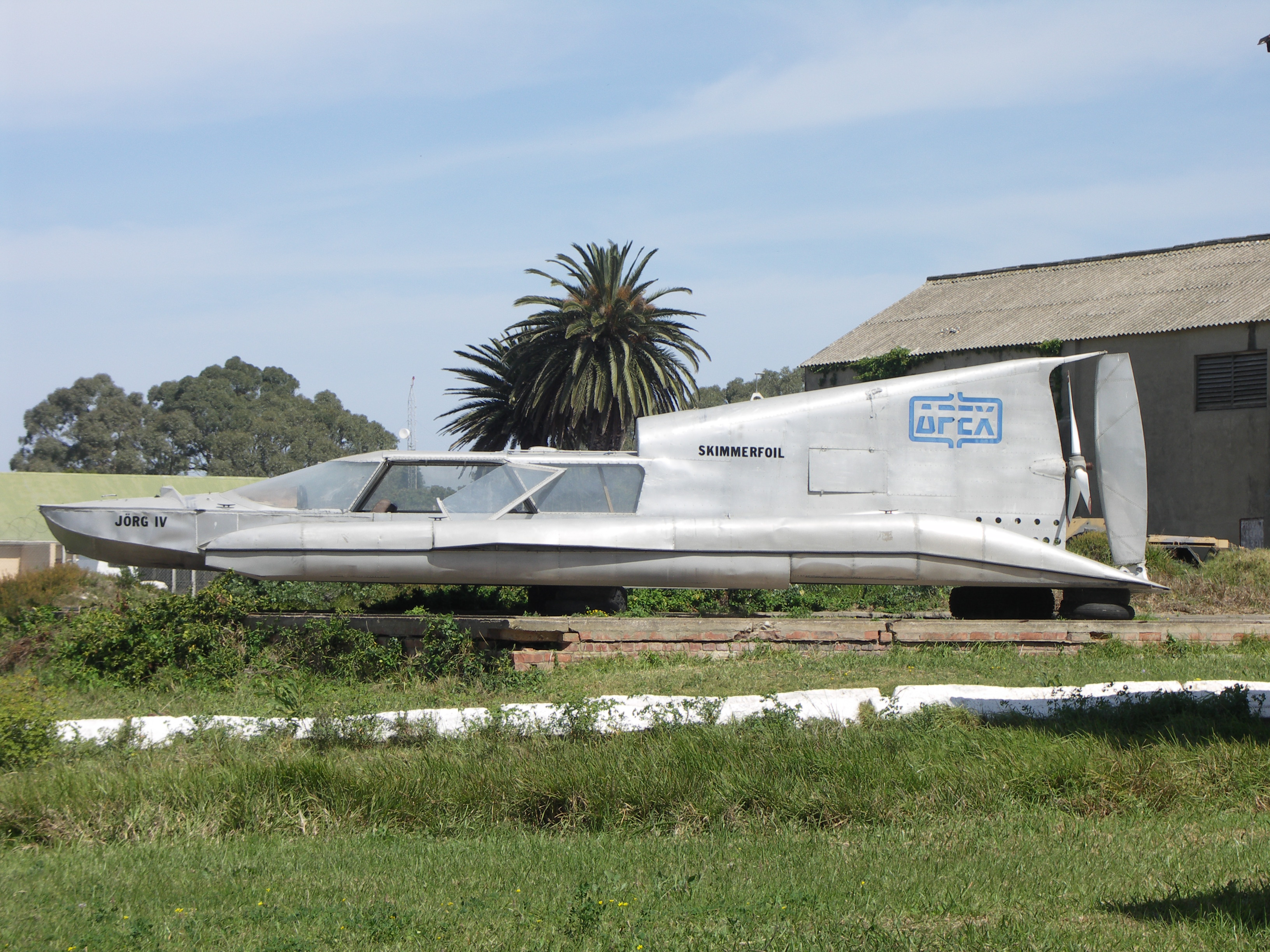
イェーグIV

航空機において高度が主翼幅の半分程度になると翼端渦の発生が抑えられて誘導抗力が小さくなり、結果的に有効迎え角が大きくなることで揚力が増す。これを地面効果と言うが、この効果を積極的に利用したのが地面効果翼機である。基本的な飛行原理は通常の航空機と大差ないものの、地面から離れるほど同効果による揚力の利得は少なくなるため、地面効果翼機の飛行高度はその主翼幅によって制限されている。

### ソ連・ロシア
地面効果翼機は第二次世界大戦直前のスカンディナヴィアで初めて開発され、少数の実験機が製造された。その後1960年代になると旧ソ連のロスチスラフ・アレクセーエフ (en:Rostislav Alexeyev) とドイツのアレクサンダー・リピッシュ (en:Alexander Martin Lippisch) が独立して異なるタイプの地面効果翼機を開発した。アレクセーエフはもともと水中翼船の設計に携わる技術者であったのに対し、リピッシュは航空技術の専門家で、それぞれの知識と経験の違いが別のタイプの機体を生み出したのである。この二人の設計は地面効果翼機のパイオニアとなり、現在の設計にも強い影響を与えている。

アレクセーエフは水中翼船の研究所 (The Central Hydrofoil Design Bureau (CHDB)) を主導し、同研究所はロシアにおける地面効果翼機開発の中核を担った。地面効果翼機の軍事的有用性が認められると、アレクセーエフの研究所は当時のフルシチョフ政権から財政支援を受け、そのプロジェクトは最終的に「カスピ海の怪物」と呼ばれたエクラノプランとして結実することになる。まず有人および無人の試験機による実験を経て8トン級のエクラノプランが製造され、1966年には550トン級の大型のエクラノプランが建造された。

開発はその後も進められ、量産型の実用機として125トン級のA-90 オルリョーノク（en:A-90 Orlyonok）が生まれた。これは大量配備計画が立てられたものの諸々の都合によりごく少数の生産に留まり、1979年から1992年までカスピースク（en:Kaspiysk）の海軍基地に配備されていた。また、1987年にはミサイル発射能力を備える400トン級のルーニ型（en:Lun-class ekranoplan）のエクラノプランが完成している。

ソビエト連邦の崩壊に前後して軍用での需要がほぼなくなったことにより、近年では民間向けに小型のエクラノプランの開発が進められている。例えばCHDBは1985年に8席を備える旅客用エクラノプラン・ヴォルガ-2 (Volga-2) （ru:Волга-2 (экраноплан)）を開発し、またいくつかの企業と旅客会社が中心となってアンフィスター (Amphistar) と名付けられた小型の機体も開発された。

### ドイツ
一方、ドイツのリピッシュはアメリカのコリンズ・ラジオ社 (Collins Radio Company) のコリンズから高速艇製造の依頼を受け、地面効果翼機としてX-112を開発した。X-112は反転したデルタ翼（つまり前進翼に近い）とT型の尾翼を持つ革新的な翼配置の機体であった。この設計は飛行時の安定性が良く、地面効果を効率的に利用できるということが確かめられたが、コリンズは開発計画を中断してその特許をドイツのライン航空工廠 (Rein Flugzeugbau (RFB)) へと売却してしまい、その後はRFBがリピッシュの設計を発展させていった。

さらにその後、ハンノ・フィッシャー (Hanno Fischer) がフィッシャー航空機 (Fisher Flugmechanik) を起業してRFBの計画を引継いだ。同社では2席を備えたエアフィッシュ3(Airfisch 3)を売り出して成功し、後に乗客席6席を加えたFS-8も作られた。FS-8は近い将来シンガポールとオーストラリアを結ぶ"フライトシップ"として就航する予定である。
また、アレクセーエフの元で仕事をしていた技術者であるギュンター・イェーグ(Günter Jörg)はドイツでイェーグ(Jörg)と名付けた地面効果翼機のシリーズを開発した。この機体はタンデム翼配置の機体で、構造が簡単でコストが安いというメリットがあったものの、販売面で諸々の問題を抱えて結局量産はされなかった。

### 日本
日本では、川崎航空機工業が1963年に試作した「KAG-3」が最初の開発例となる。1990年には、鳥取大学工学部と三菱重工業神戸造船所がレジャー用途を想定した「μsky-1」と「μsky-2」を共同開発し、公開した。1990年代には、船舶技術研究所（現・海上技術安全研究所）も「WISESプロジェクト」として研究を行っている。
2000年代初頭にも民間造船所による9人乗り全翼型WIGの建造事例がある他、2004年には、中国運輸局と日本財団の支援で中国小型船舶工業会・中国舶用工業会が設計、福島造船鉄工所が製造したWIG実験艇「あかとんぼ」（約5総t、全長9.3m、定員7名）が発表された。あかとんぼは重量や翼面積、法規制から完全に離水せず艇体の一部は水面に接した状態だったが、最高速度40ノットを発揮する水上タクシーとして開発されていた。また、2000年から2005年頃にかけては、鳥取大学と東京大学が共同で、自航模型を用いた前翼型WIG「海燕」の研究を実施しており、ここから派生してベトナムでの2人乗り前翼型WIGの開発プロジェクトも行われた。
2024年現在は、FaroStarが物資輸送を目的とした電動WIG「WISE-UV」の開発を進めている。
これらのような水上を航行するWIG以外では、レールの役割を果たすガイドウェー内を浮上走行する「エアロトレイン」の研究を東北大学が進めており、有人および無人の実験機による走行試験が、1999年から宮崎実験線で継続的に行われている。

## 翼形式

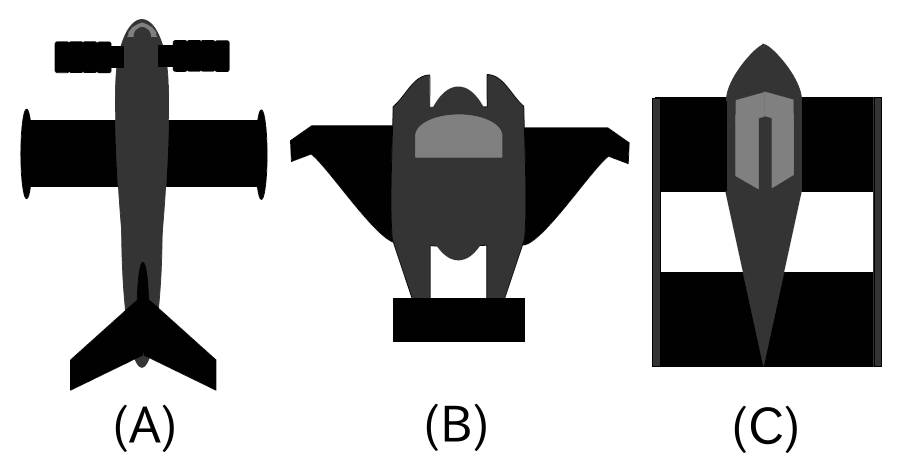
WIGの翼平面形の模式図。(A)は離昇用ジェットエンジンを機首に持つエクラノプラン、(B)はリピッシュの設計を踏襲した逆デルタ翼を持つ機体、(C)はタンデム翼配置のイェーグIVを表す。（※各機のスケールは同一ではない）

### エクラノプランの翼
エクラノプランは比較的長い胴体に短い矩形翼と尾部上方に位置した水平尾翼を有しているが、この形式はロスチスラフ・アレクセーエフの設計に由来し、他のタイプの地面効果翼機と比べると通常の航空機に近いデザインである。また、オルリョーノクやルーニ型のように離陸時に主翼下面に空気を送り込むためのジェットエンジンを機体前部に配しているものもある。

### 逆デルタ翼
リピッシュの設計を踏襲した地面効果翼機はデルタ翼を逆にしたような、全長が短く翼根部が胴体全体に渡る前進翼を有し、比較的短い胴体の尾部上方に水平尾翼が設置されている。地面効果により主翼後方で発生する翼端渦が減少するため、同じ翼面積ならばアスペクト比を小さくした方が抗力減少の点で有利であることを利用している（地面効果翼機ではないが、大直径プロペラを使用することで翼端渦の減少を狙ったアメリカ海軍の試作機XF5Uも同じような翼平面形をしている）。

### タンデム翼
上方から見るとほぼ同サイズの2枚の翼を胴体で串刺すように配した翼形式で、イェーグシリーズに採用された。また、複葉機のように2枚の翼を上下にずらして配している場合もある。両方の翼が浮揚力を発生し、前翼でピッチコントロールを行う。離陸時は前翼を通過した気流によって空気が圧されるため浮揚力を発生させやすいというメリットがある。

## 利点と欠点
地面効果翼機は通常の航空機に比べて燃費が良く、積載量を大きくできるという大きな利点がある。
また、機体設計時に課せられる安全上の制約が航空機ほど厳しくなく、エンジントラブルが起こった場合でも比較的容易に不時着水することができる。しかし、低高度を飛ぶことは水面に接触しやすいという危険も同時に孕んでおり、そのためバンク角を大きく取るような小半径での旋回を行うことは難しい。また、機体形状が特異なためにコンピュータを用いても姿勢制御が難しいという欠点もある。
地面効果翼機の開発で問題になりやすいのは離陸ないし離水時の浮揚力の不足である。多くの機体は水上から発進するが、その際の水面による抗力は離陸を妨げ、特に風上に向かって波を遡行する場合はさらに困難になる。この問題を解決するために、一部のエクラノプランでは離水時に補助ジェットエンジンを用いて主翼へ空気を送り浮揚力を発生させている。しかし、この補助エンジンは飛行中には使用されずデッドウェイトとなる。もっと効率的な手段としては、フィッシャーが開発したエアフィッシュ以降の地上効果翼機で採用されている方法がある。その方法ではプロペラで発生させた気流を分流して機体下部へ噴出し、ホバークラフトのように浮揚力を得ている。

## 法的分類
海上における衝突の予防のための国際規則に関する条約では適用船舶に該当するが、操縦や整備に必要な資格などはまだ確定していない部分が多く、国際海事機関が高速船に適用されている規則を基にして法的扱いを模索している段階である。
ロシアにおいてはエクラノプランに適用されている法的規則があり、その基準ではエクラノプラン以外の地面効果翼機でも法的対象として扱いうる。